# Anónimo veneciano
Anónimo veneciano (Anonimo veneziano) es una película italiana dirigida por Enrico Maria Salerno en 1970, siendo ésta su ópera prima.

## Sinopsis

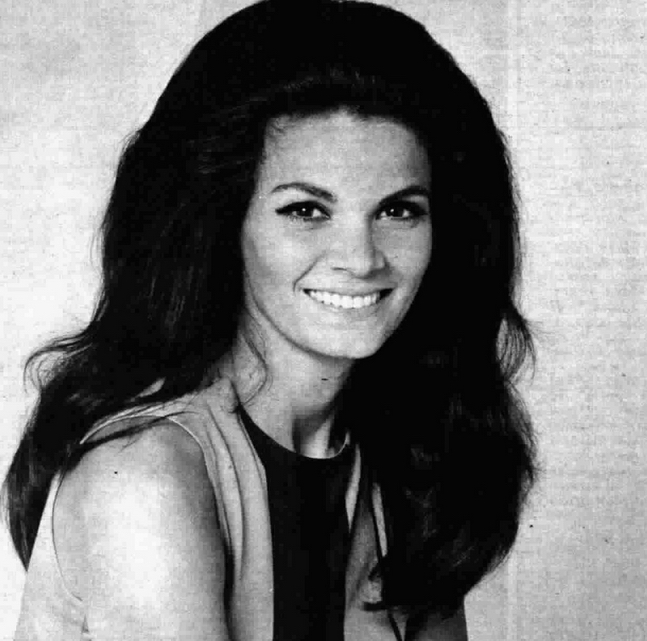
Florinda Bolkan en 1970 (foto de la revista de la RAI Radiocorriere).

Enrico es un oboísta de La Fenice cuya mayor aspiración es ser director de orquesta. Pero todo se trunca cuando le diagnostican una enfermedad mortal. Valeria, su esposa con la que tuvo un hijo y que vive en otra ciudad con otra persona, acude a Venecia tras pedírselo Enrico. En un principio, ella desconfía de él, pues piensa que en el divorcio pedirá la custodia del hijo. Ambos pasean por una Venecia agonizante en su eterno hundimiento, recordando tiempos pasados, no siempre mejores. Finalmente, Valeria comprende que aquel encuentro es en realidad una despedida, que Enrico pretende suicidarse antes de que la enfermedad se cebe con él, pero que le falta valor para hacerlo. Valeria abandona Venecia sin poder ayudar a Enrico, pero dándose cuenta de que todavía está enamorada de él.

## Banda sonora
Además de la música compuesta por Stelvio Cipriani, en la banda sonora se incluye el Concierto en Do menor para oboe y orquesta de Alessandro Marcello, dirigido por Giorgio Gaslini.[cita requerida]
- Datos: Q2409629